# Sergio Araiz
Araiz  Michel est un nom espagnol. Le premier nom de famille, en général paternel, est Araiz ; le second, en général maternel, souvent omis, est Michel.
Sergio Néstor Araiz Michel, né le 29 avril 1998 à Ayegui, est un coureur cycliste espagnol.

## Biographie
Sergio Araiz commence le cyclisme en 2010,.
En 2019, il s'impose en juin sur le San Juan Sari Nagusia, épreuve du calendrier amateur basque. Le mois suivant, il termine deuxième du Tour de León, disputé sur un parcours difficile. Dans la foulée, il se classe septième du Tour de Palencia.
Reconnu pour son rôle important d'équipier, il passe professionnel en 2020 dans la nouvelle équipe Kern Pharma, créée sur la structure de Lizarte. Il effectue sa reprise dès le mois de janvier lors des épreuves du Challenge de Majorque.
Il arrête sa carrière en fin d'année 2022.

## Palmarès
- 2019
  - San Juan Sari Nagusia
  - 2e du Tour de León